# ديكي غوتو
ديكي غوتو (باليابانية: 後藤大輝) هو لاعب كرة قدم ياباني، ولد في 1996 في سايتاما في اليابان. لعب مع أوميا أرديجا.

## وصلات خارجية
- ديكي غوتو على موقع رابطة كرة القدم اليابانية للمحترفين (اليابانية)
- ديكي غوتو على موقع قاعدة بيانات كرة القدم.إي يو (الإنجليزية)
- ديكي غوتو على موقع Soccerway.com (الإنجليزية)
- ديكي غوتو على موقع عالم كرة القدم.نت (الإنجليزية)